# Station Żurawica Rozrządowa
Station Żurawica Rozrządowa is een spoorwegstation in de Poolse plaats Żurawica.